# 아르메니아 국가 올림픽 위원회
아르메니아 국가 올림픽 위원회(아르메니아어: Հայաստանի Ազգային Օլիմպիական Կոմիտե)는 아르메니아의 국가 올림픽 위원회이다. IOC 코드는 ARM이다. 본부는 예레반에 있으며 유럽 올림픽 위원회에 소속되어 있다.
1990년에 설립되었으며 1993년에 국제 올림픽 위원회의 승인을 받았다. 36개 국가 스포츠 종목 연맹이 소속되어 있으며 아르메니아의 스포츠 발전을 담당한다. 또한 올림픽, 유러피언 게임을 비롯한 국제 스포츠 대회에 참가하는 아르메니아의 선수들을 대표한다.

## 같이 보기
- 올림픽 아르메니아 선수단
- 유럽 올림픽 위원회